# Dôme de Rochefort
Il Dôme de Rochefort (4.016 m s.l.m.) è una montagna del massiccio del Monte Bianco nel gruppo di Rochefort. Si trova lungo la linea di confine tra l'Italia e la Francia.

## Caratteristiche

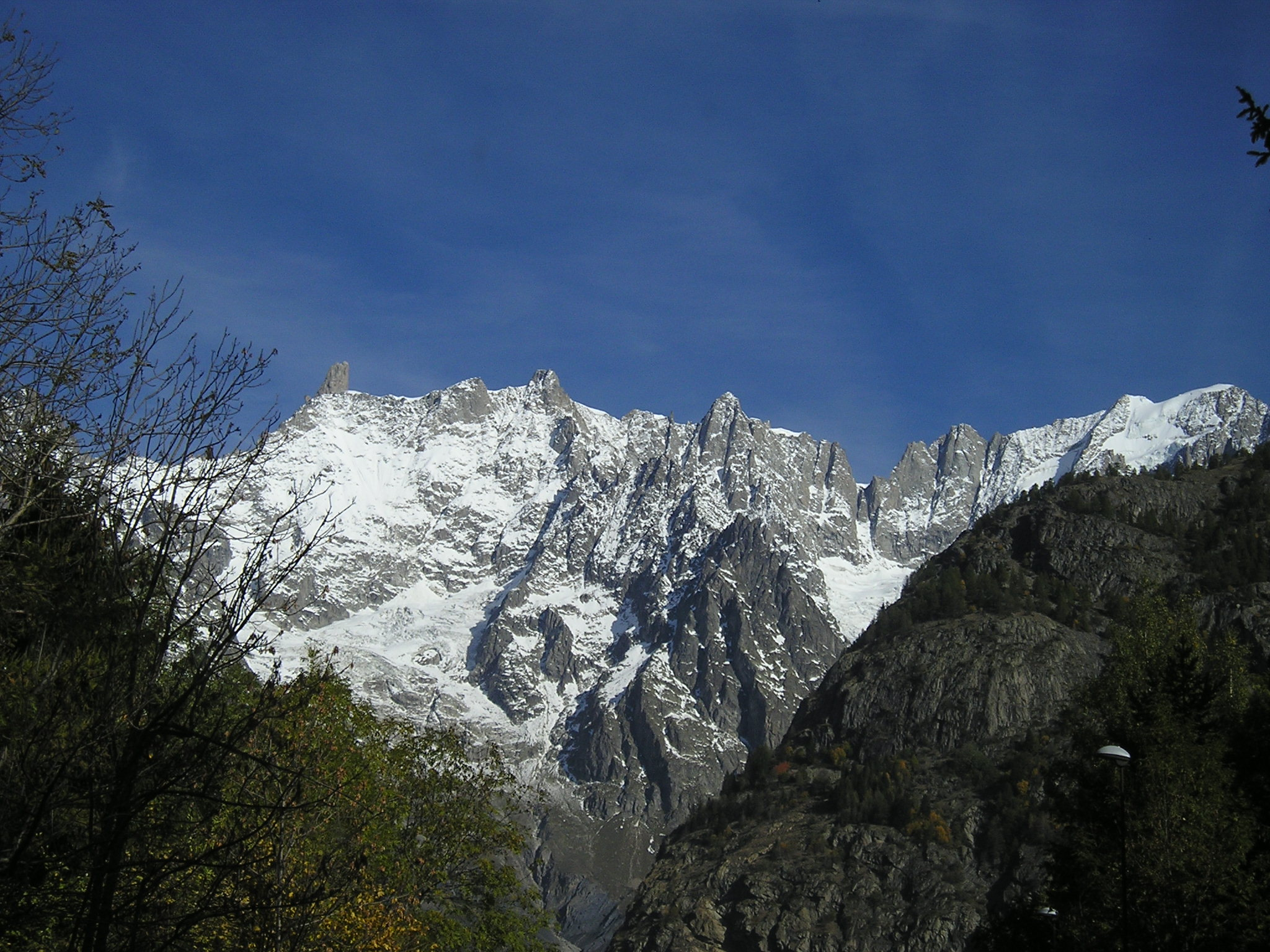
Da sinistra a destra si notano: Dente del Gigante, Aiguille de Rochefort, Dôme de Rochefort e Gruppo delle Grandes Jorasses.

Il Dôme de Rochefort si trova ad oriente del Dente del Gigante lungo la linea di cresta che conduce al Gruppo delle Grandes Jorasses.

## Salita alla vetta
La prima salita risale al 12 agosto 1881 ad opera di James Eccles con Alphonse e Michel Payot.
Oggi è possibile salire sulla vetta partendo dal Rifugio Torino.